# 準長石
準長石（准長石、じゅんちょうせき、feldspathoid）は鉱物（ケイ酸塩鉱物）のグループ名。長石に似ているが、長石に比べて SiO2 が少ない。SiO2 に乏しい岩石に含まれ、石英などの SiO2 鉱物とは共存しない。
日本は一般的にケイ酸に富むので、このような種類の鉱物は少ない。

## 種類
霞石（nepheline、ネフェリン）
NaAlSiO4。六方晶系。
カリ霞石（kalsilite、カルシライト）
KAlSiO4。六方晶系。
灰霞石（cancrinite、カンクリナイト）
(Na,Ca)7-8Al6Si6O24(CO3,SO4,Cl)1.5-2・1-5H2O。六方晶系。
白榴石（leucite、リューサイト）
KAlSi2O6。正方晶系。
方ソーダ石（sodalite、ソーダライト）
Na4Al3Si3O12Cl。等軸晶系。
藍方石（haüyne、アウイン）
Na3Ca(Si3Al3)O12(SO4)。等軸晶系。
黝方石（nosean、ノゼアン）
Na8(Al6Si6O24)(SO4)・H2O。等軸晶系。
青金石（lazurite、ラズライト）
Na7Ca(Al6Si6O24)(SO4)(S3)・H2O。等軸晶系。
方沸石（analcime、analcite、アナルシム、アナルサイト）
NaAlSi2O6・H2O。等軸晶系。